# Illinois
 Ovo je glavno značenje pojma Illinois. Za druga značenja pogledajte Illinois (razdvojba).
Illinois je savezna država SAD-a. Peta je savezna država po broju stanovnika. Najveći je grad Chicago.

## Okruzi (Counties)
Illinois se sastoji od 102 okruga (counties).

## Najveći gradovi
| Grad              | Okrug     | Stanovništvo 1. travnja 2000. | Stanovništvo 1. srpnja 2004. |
| ----------------- | --------- | ----------------------------- | ---------------------------- |
| Chicago           | Cook      | 2.896.016                     | 2.862.244                    |
| Rockford          | Winnebago | 150.115                       | 152.452                      |
| Aurora            | Kane      | 142.990                       | 166.614                      |
| Naperville        | DuPage    | 128.358                       | 140.106                      |
| Peoria            | Peoria    | 112.936                       | 112.720                      |
| Springfield       | Sangamon  | 111.454                       | 114.738                      |
| Joliet            | Will      | 106.221                       | 129.519                      |
| Elgin             | Kane      | 94.487                        | 97.761                       |
| Waukegan          | Lake      | 87.901                        | 91.602                       |
| Cicero            | Cook      | 85.616                        | 83.102                       |
| Decatur           | Macon     | 81.860                        | 78.751                       |
| Arlington Heights | Cook      | 76.031                        | 75.181                       |
| Schaumburg        | Cook      | 75.386                        | 73.346                       |
| Evanston          | Cook      | 74.239                        | 74.811                       |
| Champaign         | Champaign | 67.518                        | 70.306                       |
| Palatine          | Cook      | 65.479                        | 66.401                       |
| Bloomington       | McLean    | 64.808                        | 69.282                       |
| Skokie            | Cook      | 63.348                        | 63.965                       |
| Des Plaines       | Cook      | 58.720                        | 56.229                       |
| Bolingbrook       | Will      | 56.321                        | 66.206                       |
| Mount Prospect    | Cook      | 56.265                        | 55.028                       |
| Wheaton           | DuPage    | 55.416                        | 54.979                       |
| Oak Lawn          | Cook      | 55.245                        | 54.257                       |
| Berwyn            | Cook      | 54.016                        | 52.000                       |
| Oak Park          | Cook      | 52.524                        | 50.993                       |
| Orland Park       | Cook      | 51.077                        | 54.781                       |
| Hoffman Estates   | Cook      | 49.495                        | 49.823                       |
| Downers Grove     | DuPage    | 48.724                        | 49.302                       |
| Tinley Park       | Cook      | 48.401                        | 56.274                       |
| Normal            | McLean    | 45.386                        | 49.287                       |

## Stanovništvo

### Indijanci
Illinois nosi svoje ime po plemenskom savezu Illinois Indijanaca, gotovo potpuno uništenih od jezerskih plemena zbog ubojstva legendarnog poglavice Pontiaca. Povremeno su ovamo navraćala i plemena Chippewa, Delaware, Fox, Kickapoo, Miami, Ottawa, Potawatomi, Sac, Shawnee, Winnebago i Wyandot.